# ثلاثي ميثيل الألومنيوم
 ثلاثي ميثيل الألومنيوم  هو مركب ألومنيوم عضوي صيغته C6H18Al2، كما يكتب على الشكل التالي Al2(CH3)6، ويوجد على شكل سائل عديم اللون.

## التحضير
يحضر المركب من تفاعل الألومنيوم مع كلورو الميثان بوجود الصوديوم:
{\displaystyle {\ce {2 Al + 6 CH3Cl + 6 Na -> Al2(CH3)6 + 6 NaCl}}}

## الخواص
يوجد المركب في الشروط القياسية على شكل سائل عديم اللون، وهو يتفاعل بعنف عند التماس مع الماء. يتألف المركب من بنية ثنائية الوحدات على الشكل Al2R6، حيث تمثل R مجموعة الميثيل؛ ويكون مركز الألومنيوم على شكل رباعي وجوه.
ترتبط ذرتا الكربون ببعض بربيطة جسرية؛ ويختلف طول الرابطة Al-C عندما تكون طرفية (1.97 أنغستروم) عنها عندما تكون جسرية (2.14 أنغستروم).
يتفكك المركب إلى المونومير (أحادي القسيمة) AlMe3 عند التسخين.

## الاستخدامات
للمركب عدد من التطبيقات في مجال الاصطناع العضوي.